# Arame
Arame (en armenio: Արամե) fue el primer rey conocido de Urartu, que reinó en el período (860 a. C.-840 a. C.), aproximadamente.
Unificó a la tribu de Nairi, predecesora del reino de Urartu, estableciendo la capital en Arzashkun, que más tarde fue capturada por Salmanasar III. Fue contemporáneo de Salmanasar III de Asiria, ante el que sufrió una derrota militar. Se cree que Arame es el prototipo de Aram, uno de los antepasados legendarios del pueblo armenio, sin conexión con el Aram bíblico, ni con el pueblo arameo, a pesar de la similitud fonética.